# 大関さおり
大関 さおり（おおぜき さおり、1990年〈平成2年〉8月2日 - ）は、日本の女性モデル、タレント、元プロボクサー。本名、旧芸名及びリングネームは大関 沙織（読み同じ）。長野県千曲市出身。レグルスペード所属。現在は主にオートバイに関するメディアやイベントで活動している。

## 人物
- 長野商業高校ではバレーボール部に所属し、卒業後にモデルデビュー[4]。
- 2016年3月、Honda「ライダーズフレンド」の2016年度メンバーに選ばれる（他メンバー：大久保洋子、四家千晴）[5]
- 大型自動二輪免許を取得しており、サーキット走行のライセンスを取得してレース出場の意欲も持っている[4]。
- 2015年5月よりダイエット目的でEBISU K's BOXでボクシングを始めるが、身体能力の高さを認められ2016年6月にプロテストを受験し、C級ボクサーライセンスを取得した[4]。2017年5月19日、後楽園ホールにてスーパーフライ級のプロボクサーとして梅村飛鳥（レイスポーツ）戦でデビューしたが、1回から連打を浴び、2回からは鼻から出血、4回30秒にレフェリーが試合を止めTKO負け[6]。プロボクサーとしてはこの1試合のみで終わった。
- 他に2級ファイナンシャルプランニング技能士、2級小型船舶、ダイビングの免許も取得している。
- 2018年3月、大和ハウスグループイメージモデル「ミス癒し部門」グランプリ受賞[7]。
- 2021年11月、Mrs.Global.Earth2021日本大会グランプリ(ルビー部門：未婚部門)[8]
- 2022年Mrs.Global.Earth 世界大会 出場予定(ルビー部門日本代表)
- 長らくフリーランスとして活動していたが、2023年4月6日にレグルスペード所属となったことを発表[TW 2]。

## 出演

### 雑誌
- MOTO NAVI
- 月刊オートバイ
- つり人
- 男の隠れ家
- 2021Spring＆Summer Hondaカタログ

### テレビ

#### ドラマ
- 夜、駆ける。あの一杯まで。（テレビ東京系）

#### その他
- 大人のバイク時間 MOTORISE（BS11）
- バービーと村上佳菜子の「編集長わたしイイ女になりたいの」
- 関ジャニの仕分け∞

### 映画
- ポエトリーエンジェル

### CM
- Honda｢バイクが好きだ。｣自由の翼 気づき篇
- Honda｢バイクが好きだ。｣START！Love Bike篇
- 資生堂ワタシプラス

### MC
- 警視庁主催：二輪者交通安全啓発イベント
- バイク深夜超特急
- バイクのふるさと浜松
- JD-STAR バイク芸人スペシャルトークショー
- ダンロップ新製品発表会
- Hondaホームカミング熊本
- モーターサイクルショー
- Hondaエコマイレッジチャレンジ

### レースクイーン
- 2018年MotoGP：LCR Honda IDEMITSU[9]
- 2018年全日本ロードレース選手権第1戦：日本郵便 HONDA Dream（相方：津田知美）[10]
- 2017年鈴鹿8耐：MuSASHI RT HARC-PRO（相方：芹沢ゆうな）[11]
- 2016年Hondaライダーズフレンド[5]
- 2016年MotoGP：Repsol Honda
- 2015年MotoGP：IDEMITSU Honda

### 受賞
| 年月       | コンテスト                                                                | 結果       | 出典  |
| ---------- | ------------------------------------------------------------------------- | ---------- | ----- |
| 2012年     | AUTO MODEL NORTH EAST ASIA SUPER MODEL CONTEST international AUTO日本代表 | TOP10入賞  |       |
| 2018年3月  | 大和ハウスグループイメージモデル 「ミス癒し部門」                         | グランプリ | [ 7 ] |
| 2021年11月 | Mrs.Global.Earth2021(ルビー部門：未婚部門)                                | グランプリ | [ 8 ] |

### ツイート
1. ↑  長野朝日放送 [@abn_tv] (2021年10月15日). "あす9:30～「#駅テレマルシェ」は『バイクでGO！GO！秋の白馬岩岳＆絶品おやきをめぐる旅』千曲市出身のタレントライダー #大関さおり さんと #齋藤崇人 さんが #白馬 エリアを #ツーリング🏍絶景＆国内初上陸のアクティビティや大人気のおやき店など立ち寄りスポットも✨✨". X（旧Twitter）より2021年10月20日閲覧。
2. ↑  大関さおり [@ozekisaori82] (2023年4月6日). "【 ご報告🌸】この度、芸能事務所レグルスペードに所属させて頂けることになりました。長らくフリーで活動してきましたが素敵なご縁を大切にまた新たな一面を魅せれるよう頑張ります！皆さま 今後とも応援よろしくお願い致します。". X（旧Twitter）より2023年4月6日閲覧。